# Diana Chelaru
Diana Chelaru (Onești, Rumania, 15 de agosto de 1993) es una gimnasta artística rumana, medallista olímpica (bronce) en Londres 2012 en el concurso por equipos, y subcampeona del mundo en el ejercicio de suelo en Róterdam 2010.

## Carrera deportiva
En el Campeonato Mundial celebrado en Róterdam en 2010 ganó la plata en el ejercicio de suelo, quedando solo por detrás de la australina Lauren Mitchell y empatada a puntos con la rusa Aliya Mustafina.
En los JJ. OO. de Londres 2012, consigue la medalla de bronce en el concurso de equipos, quedando tras las estadounidenses y las rusas.